# Воєнні дії в Карабасі (2023)
Військові дії в Карабасі (іноді звані Третьою карабахською війною) поновилися 19 вересня 2023 року. Азербайджан оголосив про «початок антитерористичних заходів з метою відновлення конституційного ладу». Бої відбулися у регіоні, який є міжнародно визнаною частиною Азербайджану.
20 вересня 2023 року було досягнуто домовленості про припинення боїв, почалися переговори щодо реінтеграції регіону до Азербайджану. Бої завершилися капітуляцією невизнаної НКР, що проіснувала 32 роки. 28 вересня «влада» Нагірного Карабаху оголосила про припинення існування республіки. 1 січня 2024 року Нагірно-Карабаська Республіка припинила своє існування.

## Передумови
Карабаський конфлікт — етнічний і територіальний конфлікт між Вірменією та Азербайджаном за регіон Нагірний Карабах, який населений переважно етнічними вірменами. Карабах повністю належить і частково де-факто контролюється самопроголошеною Нагірно-Карабаською Республікою, але на міжнародному рівні визнаний частиною Азербайджану. Азербайджан де-факто контролює третину території Нагірного Карабаху, а також сім прилеглих районів.
Конфлікт загострився 1988 року, коли карабаські вірмени зажадали передачі регіону від Азербайджанської РСР до Вірменської РСР, що спричинило Першу Карабаську війну. Наприкінці 2020 року масштабна Друга Карабаська війна призвела до тисяч жертв і значної перемоги Азербайджану. Тристоронньою угодою про припинення вогню 10 листопада було встановлено перемир'я, в результаті чого Вірменія та невизнана НКР втратили прилеглі до Карабаху території, а також третину самого Карабаху. Порушення режиму припинення вогню в Карабасі та на вірмено-азербайджанському кордоні продовжуються і після війни 2020 року, з періодичними, але постійними жертвами.
Після війни 2020 року Азербайджан відкликав свою пропозицію про надання особливого статусу або автономії своїм корінним вірменським мешканцям і натомість наполягає на їхній інтеграції до складу країни. Міжнародні посередники та правозахисні організації наголошують на самовизначенні місцевого вірменського населенняі не вірять, що зможуть безпечно жити за президента Азербайджану Ільгама Алієва.

## Напередодні
З грудня 2022 року Азербайджан заблокував НКР. Уряд Азербайджану взяв під контроль територію навколо Лачинського коридору як на території Карабаху, так і Вірменії, заблокував альтернативні об'їзні шляхи та встановив військовий блокпост, саботував цивільну інфраструктуру Карабаху, включаючи газ, електрику та доступ до інтернету.
За даними Азербайджану, ці дії були спрямовані на запобігання транспортуванню зброї і природних ресурсів, а також на інтеграцію Карабаху до Азербайджану.
Численні країни, міжнародні організації та спостерігачі за дотриманням прав людини засудили дії Азербайджану, назвавши їх гібридною війною. Бездіяльність російських «миротворців» дехто назвав порушенням угоди про припинення вогню між Вірменією, Азербайджаном і росією, що призупинила Другу Карабаську війну. Росія проігнорувала заклики різних країн і міжнародних організацій відновити свободу пересування через коридор.
За два тижні до операції Інститут запобігання геноциду Лемкіна опублікував звіт, де заявив, що президент Алієв міг планувати напад на Карабах.

## Події

### 19 вересня
19 вересня 2023 року МО Азербайджану заявило, що ЗС країни було обстріляно вірменськими силами. У заяві Азербайджан звинуватив Вірменію у вбивстві двох цивільних осіб внаслідок підриву автомобіля з прикріпленою міною, що мало місце того ж дня, розпочала локальні антитерористичні заходи з вимогою роззброєння та виведення всіх вірменських солдатів, а також безумовної капітуляції та розпуск Нагірно-Карабаської Республіки. За повідомленнями четверо азербайджанських поліцейських загинули від вибуху бомби на дорозі до Шуші. Заява закінчується повідомленням про те, що «миротворчий» контингент Росії і турецько-російський моніторинговий центр поінформовані про заходи, що проводяться, однак Росія заперечила це, додавши, що її «миротворці» були проінформовані про це лише за «кілька хвилин» до її початку.
Міноборони Азербайджану заявило, що жодні цивільні позиції не були обстріляні зі зброї, але було очевидно, що удари наносилися в безпосередній близькості від великих міст і густонаселених районів. Операція почалася в розпал ескалації кризи, спричиненої блокадою Азербайджаном Карабаху, що призвела до значного дефіциту основних товарів, таких як харчові продукти, медикаменти та інші товари в регіоні. Азербайджан заявив, що створив «гуманітарні коридори і пункти прийому на Лачинській дорозі та в інших напрямках», які «забезпечать евакуацію населення з небезпечної зони». Ці оголошення були поширені через SMS, листівки та соціальні мережі і викликали побоювання етнічних чисток серед мешканців. Влада Нагірного Карабаху попередила мешканців, що «азербайджанська пропагандистська машина застосовує широкомасштабні заходи інформаційно-психологічного впливу». Служба електронної безпеки Азербайджану тимчасово обмежила доступ до TikTok в Азербайджані.
Керівництво Нагірного Карабаху запропонувало переговори з Азербайджаном після того, як азербайджанська армія розпочала військовий наступ на населений вірменами регіон. «Карабаська сторона закликає азербайджанську сторону негайно припинити бойові дії і сісти за стіл переговорів з метою врегулювання ситуації», — йдеться в заяві, опублікованій пізно ввечері. Офіс президента Азербайджану Ільгама Алієва у відповідь заявив, що готовий зустрітися з представниками карабаських вірмен в азербайджанському місті Євлах. Водночас він підкреслив, що азербайджанський наступ триватиме доти, доки карабаські вірмени не розпустять свої органи влади і збройні сили. Пізніше Міністерство оборони Азербайджану заявило, що його сили взяли понад 60 військових позицій і знищили до 20 одиниць військової техніки вірменських військ. Вірменська газета «Азг» повідомила про те, що Азербайджан взяв під контроль села Черекдар і Ґетаван (Ґозлукорпю). Генеральна прокуратура Азербайджану заявила, що вірменські сили атакували Шушу з великокаліберної зброї, в результаті чого загинула одна цивільна особа.
Влада Нагірного Карабаху заявила, що її столиця Степанакерт (Ханкенді) та інші міста перебувають «під сильним обстрілом», звинувативши Азербайджан в «етнічних чистках». Уповноважений з прав людини в НКР Ґегам Степанян повідомив, що двоє цивільних, в тому числі дитина, були вбиті, а ще 11 отримали поранення, з них восьмеро — діти. До кінця дня НКР повідомив, що 27 людей було вбито і понад 200 отримали поранення.
Влада Карабаху повідомила, що евакуювала понад 7000 осіб із 16 сіл, а російські «миротворці» інші 500 осіб. Тим часом прессекретарка Міністерства закордонних справ Росії Марія Захарова повідомила, що російське продовольство і медикаменти прибули до Карабаху через Лачинський і Агдамський шляхи.

### 20 вересня
Вірменські джерела стверджували, що вірменського мера Ходжавенду Азнавура Сагяна було вбито азербайджанським снайпером. Також повідомлялося, що монастир Амарас поблизу села Сос перейшов під контроль Азербайджану. «Азг» повідомила, що під час наступу азербайджанські війська увійшли в населені пункти Чанкатах, Чапар, Кирмизи Базар, Хачмач, Мачкалашен, Сарушен, Шош і Вагугас (Ґозлу). Крім того, газета «Аравот» повідомила, що шахта Кашен, одне з найбільших джерел надходжень бюджету НКР, перейшла під контроль Азербайджану. Керівник НКР Самвел Шахраманян заявив, що «Нагірному Карабаху доведеться вжити відповідних заходів для забезпечення фізичної безпеки населення».
Влада НКР погодилася на пропозицію росіян припинити вогонь і почати переговори про реінтеграцію з Азербайджаном із 13:00 20 вересня. Серед азербайджанських вимог була вимога до Карабаху й Вірменії передати Азербайджану список осіб для судового переслідування і суду, включаючи колишніх і нинішніх цивільних і військових лідерів НКР. Великі маси вірменського цивільного населення почали тікати з Карабаху після оголошення про припинення вогню, більшість з них зібралися в аеропорту Ханкенді. Уряд Вірменії заявив, що не брав участі в розробці угоди про припинення вогню, в той час як представник президента Азербайджану Ельчин Амірбеков заявив, що російські «миротворці» сприяли досягненню перемир'я.

Речник МО Азербайджану Анар Ейвазов оголосив, що Азербайджан захопив 90 бойових позицій ЗС Вірменії й азербайджанські сили захопили сім бойових машин, один танк, чотири міномети і дві бойові машини піхоти з вірменських військових частин як трофеї.
Обстріли Ханкенді тривали доти, поки в місті не було виведено з ладу електромережу. Згідно із заявою Міністерства оборони Росії, кілька «миротворців» були вбиті біля села Чанкатах в Тертерському районі після того, як їхній автомобіль зазнав нападу, коли вони поверталися зі спостережного пункту. Міністерство оборони Азербайджану повідомило, що «в результаті обстрілу загинули російські військовослужбовці, які перебували в автомобілі», висловило співчуття Росії і пообіцяло розпочати розслідування обставин загибелі. Видання News.am повідомило, що миротворці загинули в результаті азербайджанського обстрілу ще до заяви Азербайджану. Одним із загиблих російських «миротворців» був капітан першого рангу Іван Ковган, заступник командувача підводних сил Північного флоту Росії. За сприяння Азербайджану росіяни затримали підозрюваних, а азербайджанський командир був відсторонений від виконання обов'язків. Згодом президент Алієв у телефонній розмові вибачився за цей напад перед президентом росії Путіним. За даними Генеральної прокуратури Азербайджану, група військовослужбовців азербайджанської армії відкрила вогонь по автомобілю з російськими «миротворцями», який через складний рельєф місцевості і туманно-дощові погодні умови помилково був прийнятий за автомобіль вірменських сил, внаслідок чого 5 «миротворців» загинули.
Вірменія звинуватила Азербайджан у обстрілі своїх солдатів у прикордонному селі Сотк, Азербайджан заперечив.
Сільський голова Мец шен Давіт Давтян повідомив, що село все ще залишається зоною активних бойових дій і перебуває в облозі азербайджанських сил. Він також повідомив, що село Єхцаох було зруйноване азербайджанськими силами до того, як все його населення змогло евакуюватися.
У телевізійному зверненні того ж вечора президент Азербайджану Ільхам Алієв оголосив про відновлення суверенітету Азербайджану, наголосив, що «Карабах — це Азербайджан», додавши, що його «залізний кулак» відправив в історію ідею Карабаху як окремої вірменської держави.

### 21 вересня
В Євлаху відбулися переговори між представниками вірменської громади Карабаху та урядом Азербайджану, на яких обговорювалися питання безпеки, прав і питання реінтеграції. До складу делегації карабаських вірмен входили Сергій Мартиросян і Давіт Мелкумян, яких супроводжували російські «миротворці». Азербайджанську делегацію очолював Рамін Мамедов, Башир Гаджиєв та Ільхін Султанов. На переговорах був присутній голова Російсько-турецького моніторингового центру Олег Семьонов. Переговори, які тривали дві години, завершилися без формальної угоди, однак у заяві адміністрації президента Азербайджану було зазначено, що вони були конструктивними і позитивними, і що подальші переговори продовжаться в жовтні. За словами карабаської делегації переговори зайшли в глухий кут через «цілу низку питань», зокрема, коли вони вимагали гарантій безпеки, що азербайджанська влада не буде змушувати етнічних вірмен покинути Нагірний Карабах, однак обидві сторони погодилися на припинення військових дій. Азербайджан погодився відправити до регіону продукти харчування та пальне.
МВС НКР заявило, що азербайджанські військові, порушивши угоду про припинення вогню, обстрілюють Ханкенді. Азербайджанські сили увійшли до двох районів Ханкенді, а також повідомлялося про бої в місті. Росія зафіксувала два випадки порушення режиму припинення вогню в Шушинському районі та ще три випадки в Мардакертському районі.
На засіданні Ради Безпеки ООН Вірменія запропонувала розгорнути миротворчу місію ООН у Нагірному Карабасі та закликала до створення міжнародного механізму для діалогу між владою Азербайджану та представниками етнічної вірменської громади в регіоні. За даними МО Азербайджану, протягом військової операції у Карабасі за 19-20 вересня ЗС Азербайджану втратили 700 осіб.
Також владою Азербайджану було затримано колишніх "президентів" Нагірного Карабаху Аркадія Гукасяна, Бако Саакяна та "голову парламенту" Давида Ішханяна, їх було доставлено до Баку.

### Після 21 вересня
Радник з питань зовнішньої політики президента Азербайджану Хікмет Гаджиєв заявив, що влада забезпечить, щоб цивільні особи могли безпечно пересуватися на власних автомобілях дорогами, які з'єднують Нагірний Карабах з Вірменією. Він також припустив, що колишнім бойовикам, які погодяться роззброїтися, буде запропонована амністія. Деякі озброєні групи етнічних вірмен пообіцяли продовжувати боротьбу.
Прессекретарка уряду НКР Арміне Айрапетян повідомила агентству Франс Прес, що азербайджанські війська розташувалися навколо Ханкенді, що змусило мешканців ховатися в підвалах через страх перед вбивствами. Вона також додала, що після азербайджанського наступу Ханкенді та інші частини Нагірного Карабаху втратили більшість основних послуг, таких як електрика, газ, продукти харчування, паливо, інтернет і телефонний зв'язок. Азербайджан заявив, що відправив до Нагірного Карабаху дві 20-тонні вантажівки з продуктами харчування та засобами гігієни, а також дві вантажівки з хлібом з Агдама.
Станом на ранок 27 вересня до Вірменії виїхала третина населення НКР, а саме 42,5 тис. осіб.
28 вересня «влада» Нагірного Карабаху оголосила про припинення існування республіки.

## Аналітика
Різні політичні аналітики та мешканці Карабаху вважають, що головною метою наступу Азербайджану є етнічна чистка.
Старший науковий співробітник Фонду Карнегі за міжнародний мир в Європі Томас де Ваал зазначив, що Азербайджан, можливо, наважився розпочати наступ під час погіршення відносин між Росією та Вірменією і втрати «найкращих командирів» російських «миротворчих сил» під час вторгнення в Україну. Він також сказав, що Росія може використати таку кризу для того, щоб спровокувати зміну режиму у Вірменії.

## Реакція

### Вірменія
Прем'єр-міністр Вірменії Нікол Пашинян заявив, що ЗС Вірменії не беруть участі у бойових діях і що вірменські війська не дислокуються в Нагірному Карабасі. Він також підтвердив, що ситуація на вірмено-азербайджанському кордоні стабільна, і що Азербайджан «намагається здійснити етнічну чистку». Пашинян також заявив, що мотивом Азербайджану є втягнення Вірменії у військове протистояння. Після припинення вогню 20 вересня Пашинян заявив, що країна готується до притоку 40 000 сімей з Нагірного Карабаху.
Міністерство оборони Вірменії звинуватило азербайджанських офіційних осіб у «поширенні дезінформації», заявивши, що у Нагірному Карабасі «немає вірменської військової техніки або особового складу». Міністерство закордонних справ Вірменії звинувачує Азербайджан у розв'язанні «широкомасштабної агресії» проти населеного вірменами Карабаху і заявляє, що Баку намагається «здійснити етнічні чистки» в регіоні. Вірменія закликала Раду Безпеки ООН і Росію вжити заходів для припинення військової операції, а Пашинян скликав екстрене засідання Ради національної безпеки країни. Секретар Ради Армен Ґригорян звинуватив російських «миротворців» у нездатності захистити Карабах.
Сотні протестувальників зібралися на мітинг біля урядових будівель у столиці Вірменії Єревані, засуджуючи Пашиняна за м'якість щодо Азербайджану і слабкість у Нагірному Карабасі, а деякі закликали до державного перевороту і усунення Пашиняна з посади. Пашинян засудив такі заклики, заявивши, що «ми не повинні дозволити певним людям, певним силам завдати удару по вірменській державі». Ці протестувальники були зустрінуті поліцейським кордоном і вступили в сутичку з поліцією, намагаючись штурмувати будинок уряду. Протестувальники і поліція обмінювалися скляними пляшками і світлошумовими гранатами, а в кількох будівлях були розбиті вікна. Протестувальники також оточили російське посольство в Єревані, критикуючи відмову Росії втрутитися в конфлікт. Серед присутніх були депутати міської ради Єревану, обрані за два дні до цього на виборах до міської ради. Після того, як Росія висловила протест щодо недостатнього рівня безпеки їхнього посольства, що впливає на можливості їхньої дипломатичної місії, вірменська поліція була направлена для формування кордону навколо посольства, що призвело до зіткнення між протестувальниками та поліцією. Повідомляється, що під час протестів понад 30 осіб дістали поранення.
На другий день протестів зібралися тисячі людей на Площі Республіки, лунали заклики до усунення Пашиняна і військового втручання Вірменії, як це було під час Першої Карабаської війни. Поліція почала затримувати протестувальників, заявляючи, що мітинг несанкціонований. Деякі протестувальники закликали Вірменію денонсувати Алма-Атинську декларацію і вийти з Організації Договору про колективну безпеку, що Пашинян відкинув, заявивши, що заклики до виходу з ОДКБ «є закликами відмовитися від незалежності Вірменії». Протести продовжилися і 21 вересня. Під час протестів було затримано 84 особи, в тому числі Андранік Теванян, лідер блоку «Мати Вірменія», який також був організатором протестів.
28 вересня Вірменія подала до суду ООН позов проти Азербайджануза звинуваченням у дискримінації в Нагірному Карабасі. У відповідь в МЗС Азербайджану заявили, що це розпалювання расової ненависті.

### Росія
Речниця МЗС росії Марія Захарова заявила, що Росія «глибоко стурбована різкою ескалацією». Голова Ради безпеки Росії Дмитро Медведєв заявив, що Росія не буде захищати Вірменію від азербайджанського наступу, додавши різку критику на адресу прем'єр-міністра Вірменії Пашиняна. Ці заяви пролунали попри те, що Росія і Вірменія є членами Організації Договору про колективну безпеку, а Росія розмістила кілька тисяч солдатів у Вірменії та Карабасі я миротворців.
Прессекретар президента Росії Дмитро Пєсков відкинув звинувачення Вірменії в тому, що її «миротворці» не змогли захистити Нагірний Карабах від Азербайджану, назвавши їх «безпідставними». За тиждень до бойових дій президент Путін заявив, що країна нічого не зможе зробити, якщо Вірменія вже визнає Нагірний Карабах частиною Азербайджану, посилаючись на заяви Пашиняна, зроблені в травні, яким визнав суверенітет Азербайджану над Нагірним Карабахом в обмін на гарантії безпеки для вірменського населення.
Російське інтернет-видання Meduza повідомило, що отримало «методичку» з Кремля, поширену 19 вересня серед державних ЗМІ, в якій рекомендується звинувачувати Вірменію і Захід в ескалації конфлікту в Карабасі.

### Туреччина
Міністр закордонних справ Хакан Фідан запропонував дипломатичну підтримку Азербайджану, заявивши, що їхня військова операція була виправданою і що Азербайджан вжив заходів, які він вважає необхідними на своїй власній суверенній території. Під час виступу на Генеральній Асамблеї ООН президент Туреччини Реджеп Тайїп Ердоган заявив: «Як всі зараз визнають, Карабах є азербайджанською територією. Нав'язування іншого статусу [регіону] ніколи не буде прийнято», і що «[Туреччина] підтримує кроки, зроблені Азербайджаном, з яким ми діємо разом під гаслом „один народ, дві держави“, щоб захистити свою територіальну цілісність».

### Інші країни
- Аргентина: Президент Альберто Фернандес засудив Азербайджан за те, що він назвав блокадою Лачинського коридору, і закликав міжнародну спільноту «діяти на випередження», щоб уникнути того, що Фернандес назвав «новими переслідуваннями»[141][142].
- Велика Британія: У заяві до ОБСЄ Велика Британія заявила, що військовий наступ Азербайджану є «неприйнятним», і закликала Азербайджан повернутися до діалогу, вітаючи оголошення про припинення вогню[143].
- Ірландія: Міністерство закордонних справ Ірландії засудило військову операцію Азербайджану і закликало до дотримання режиму припинення вогню в Нагірному Карабасі та негайного початку справжнього і всеосяжного діалогу[144].
- Казахстан: Посол Казахстану в Азербайджані заявив: «Ми вітаємо ініціативу азербайджанської сторони провести зустріч з представниками вірменського населення Карабаху. Висловлюємо надію на якнайшвидше врегулювання ситуації, що склалася, шляхом мирного діалогу в межах міжнародно визнаних кордонів Азербайджанської Республіки. Впевнені, що встановлення атмосфери миру і взаємовигідного співробітництва на Південному Кавказі, розблокування всіх комунікацій відповідає інтересам усіх країн регіону»[145].
- Канада: Міністерка закордонних справ Мелані Жолі висловила серйозну стурбованість військовою операцією Азербайджану, закликавши до негайного припинення бойових дій, попросивши азербайджанську владу утриматися від будь-яких дій і заходів, що становлять ризик для безпеки і добробуту цивільного населення Нагірного Карабаху, назвавши військові дії «невиправданими», а блокаду Лачинського коридору — «незаконною»[146][147].
- Німеччина: Міністерка закордонних справ Німеччини Анналена Бербок звинуватила Азербайджан у порушенні обіцянок не вдаватися до військових дій у Нагірному Карабасі і закликала його зупинитися і повернутися до переговорів[148].
- США: Держсекретар США Ентоні Блінкен зустрівся з турецькими дипломатами для обговорення кризи[149]. Тим часом, комітет Сенату з міжнародних відносин закликав США і міжнародне співтовариство вжити заходів, щоб зупинити Азербайджан, а член Палати представників Бред Шерман заявив, що поновлення бойових дій чітко вказує на те, що «Азербайджан не може отримати військову допомогу від США, поки не припинить кризу, яку він сам створив»[150].
- Франція: Міністерство закордонних справ Франції рішуче засудило військову операцію і закликало Азербайджан «негайно припинити напад і повернутися до поваги до міжнародного права», а також звернулося з проханням скликати екстрене засідання Ради Безпеки ООН. Воно заявило, що Франція «тісно співпрацює зі своїми європейськими та американськими партнерами» з метою ефективної відповіді на напад, який воно назвало «неприйнятним»[151]. Міністерка закордонних справ Катрін Колонна заявила, що Франція покладе на Азербайджан «відповідальність за долю вірмен Нагірного Карабаху»[60].
- Японія: Міністр закордонних справ Японії Йоко Камікава висловив серйозну стурбованість погіршенням ситуації в Нагірному Карабасі, закликавши до негайного припинення бойових дій і попросивши Азербайджан припинити поточні військові дії[152][153].

### Міжнародні організації
- ЄС:
  - Голова Європейської ради ЄС Шарль Мішель засудив «ворожість» Азербайджану і закликав країну негайно припинити військові дії у своєму дописі в соціальній мережі[56].
  - Європарламент дав характеристику подіям як «заздалегідь спланований та невиправданий напад Азербайджану на Нагірний Карабах»[154].
- Тюркська рада: Генеральний секретар висловив «серйозне занепокоєння щодо вірменських провокацій проти суверенітету і територіальної цілісності Азербайджану» і засудив «нещодавні терористичні акти, вчинені проти Азербайджану». Він також заявив, що антитерористичні заходи, проведені Азербайджаном, забезпечать реінтеграцію вірменського населення, що проживає в Азербайджані, в конституційну систему Азербайджанської Республіки[155].
- Організація Об'єднаних Націй: Речник ООН Стефан Дюжаррік заявив в інтерв'ю Аль-Джазірі, що ситуація в Карабасі «викликає велике занепокоєння». Він закликав обидві сторони припинити бойові дії і повернутися до «сталого діалогу»[56].